# Tytus
Tytus – imię męskie pochodzenia łacińskiego, należące do nielicznej grupy najstarszych imion rzymskich (imion właściwych, praenomen, por. Marek, Tyberiusz, Aulus, Maniusz, Gajusz, Lucjusz, Publiusz, Kwintus). Titus oznacza „dziki gołąb”; słowo to miało jednakże w starożytnym Rzymie znaczenie przenośne i było stosowane także dla oznaczenia męskości.
Tytus imieniny obchodzi 4 stycznia, 26 stycznia, 26 lipca i 16 sierpnia.
Znane osoby noszące imię Tytus:
- święty Tytus z Krety
- Tytus – biskup Bizancjum
- Tytus Akcjusz – rzymski jurysta i ekwita
- Titus Aninius Sextius Florentinus – rzymski senator
- Tytus Babczyński – matematyk i fizyk polski
- Tytus Benni – polski językoznawca
- Tytus z Bostry – teolog i pisarz wczesnochrześcijański
- Titus Bramble – angielski piłkarz
- Tytus Brandsma – holenderski franciszkanin i dziennikarz, błogosławiony
- Tytus Brzozowski – polski architekt i malarz
- Titus Buberník – słowacki piłkarz
- Tytus Chałubiński – polski lekarz
- Titus Corlățean – rumuński polityk i prawnik
- Tytus Czaki – polski działacz niepodległościowy
- Tytus Czerkawski – polski właściciel ziemski i działacz społeczny
- Tytus Czyżewski – polski malarz, poeta i krytyk sztuki
- Tytus Dalewski – jeden z przywódców organizacji cywilnej Rządu Narodowego na Litwie w czasie powstania styczniowego
- Tytus Działyński – polski arystokrata, działacz polityczny, mecenas sztuki
- Tytus Filipowicz – polski działacz polityczny, dyplomata, publicysta
- Tytus Flawiusz – cesarz rzymski
- Tytus Flawiusz Sabinus (I) – poborca podatkowy w Azji, ojciec cesarza Wespazjana
- Tytus Flawiusz Sabinus (II) – prefekt Rzymu w latach 56-69 (z przerwami)
- Tytus Flawiusz Sabinus (III) – konsul, brat stryjeczny rzymskich cesarzy Tytusa i Domicjana
- Tytus Fulwiusz Juniusz Makrian – uzurpator na wschodzie cesarstwa rzymskiego
- Tito Gobbi – włoski śpiewak operowy
- Tytus Jaszkowski – działacz narodowy, powstaniec śląski
- Tytus Jemielewski – polski polityk, pedagog i publicysta
- Tytus Karlikowski – polski działacz podziemia niepodległościowego, członek Armii Krajowej, uczestnik powstania warszawskiego
- Tytus Karpowicz – polski pisarz
- Titus Kibiego – kenijski lekkoatleta specjalizujący się w biegach średnich i długich
- Titus Kipjumba Mbishei – kenijski lekkoatleta specjalizujący się w biegach długodystansowych
- Tytus Klaudiusz Herodes Attykus – rzymski senator
- Tytus Komarnicki – doktor habilitowany prawa, polski dyplomata i historyk
- Tytus Kopisch – łódzki kupiec i przedsiębiorca lniarski
- Tytus Korczyk – polski ksiądz katolicki
- Tytus Krawczyc – generał dywizji pilot Wojska Polskiego
- Tytus Kwinkcjusz Cincinnatus – rzymski konsul
- Tytus Kwinkcjusz Flamininus – rzymski polityk i dowódca wojskowy
- Tytus Labienus – wódz rzymski i polityk
- Tytus Laskiewicz – polski bibliotekarz
- Tytus Lemer – polski lekarz oraz działacz społeczny
- Tytus Lewandowski – polski urzędnik, starosta
- Tytus Leśniewicz – polski ziemianin, powstaniec listopadowy
- Tytus Liwiusz – rzymski historyk
- Tytus Liwiusz Burattini – fizyk, architekt, geograf, egiptolog, mincerz, agent dyplomatyczny
- Tytus Makcjusz Plautus – rzymski komediopisarz
- Tytus Maleszewski – polski malarz, rysownik i pastelista
- Titus Marius Celsus – wódz rzymski
- Tytus Memmiusz – polityk i legat rzymski
- Titus Mulama – kenijski piłkarz
- Tito Nieves – portorykański piosenkarz muzyki salsy
- Tytus Oates – angielski duchowny anglikański, przestępca i konspirator
- Tito Okello – ugandyjski generał i polityk, prezydent kraju w latach 1985-1986.
- Tito Paris – muzyk i wokalista z Republiki Zielonego Przylądka
- Tytus Peszyński – powstaniec styczniowy
- Tytus Henryk Peszyński – polski oficer, właściciel ziemski, powstaniec listopadowy
- Tytus Pullo – centurion rzymski
- Titus van Rijn – syn malarza Rembrandta i jego żony Saskii van Uylenburgh
- Tito Schipa – włoski tenor
- Tytus Semkło – polski kapłan, franciszkanin
- Tytus Sosnowski – polski psycholog i profesor nauk humanistycznych
- Tytus Szyluk – polski raper i autor tekstów
- Titus Steel – rumuński aktor, scenarzysta, reżyser i producent filmów pornograficznych
- Tito Strozzi – jeden z najznakomitszych poetów łacińskich XV wieku
- Tytus Świderski – polski historyk literatury oraz nauczyciel gimnazjalny
- Tytus Tacjusz – legendarny król sabińskiego miasta Cures
- Tytus Trzecieski – polski szlachcic, filozof i rolnik, górnik z wykształcenia
- Titus Welliver – amerykański aktor
- Tytus Wilhelm Halpert – polski urzędnik żydowskiego pochodzenia, burmistrz Kalisza
- Tytus Wojnowicz – polski muzyk, oboista
- Tytus Woyciechowski – polski przemysłowiec, właściciel ziemski, przyjaciel Fryderyka Chopina
- Tytus Zbyszewski – polski prawnik i urzędnik konsularny II Rzeczypospolitej
- Titus Zeman – słowacki salezjanin, męczennik i czcigodny Sługa Boży Kościoła katolickiego
- Tytus Zienkowicz – polski działacz niepodległościowy, powstaniec styczniowy
- Tytus Zwoliński – polski działacz społeczny i polityczny
- Maksymilian Tytus Huber – polski naukowiec, inżynier mechanik

Postacie fikcyjne noszące imię Tytus:
- Tytus Andronikus – bohater sztuki Williama Shakespeare’a
- kpt. Tytus Bomba - bohater kreskówki pt. „Kapitan Bomba”
- Tytus Groan – bohater trylogii Gormenghast Mervyna Peake'a
- Tytus Jones - wujek Jupitera Jonesa, jednego z głównych bohaterów serii książek detektywistycznych autorstwa A. Hitchcocka
- Tytus de Zoo – jeden z bohaterów komiksu Henryka Jerzego Chmielewskiego, pt. „Tytus, Romek i A’Tomek”

Osoby noszące pseudonim Tytus:
- Ernest Anthony „Tito” Puente – amerykański kompozytor i producent muzyczny
- Francesc „Tito” Vilanova i Bayó – hiszpański piłkarz
- Jacob Christopher „Tito” Ortiz – amerykański zawodnik mieszanych sztuk walki (MMA)
- Thaddeus Michael Bullard – amerykański wrestler i gracz futbolu amerykańskiego
- Tomasz „Titus” Pukacki – polski muzyk, kompozytor i wokalista
- Toriano Adaryll „Tito” Jackson – amerykański piosenkarz, gitarzysta, członek The Jackson 5